# تشارلز جي. كلارك
تشارلز جي. كلارك (بالإنجليزية: Charles G. Clarke)‏ هو مصور سينمائي ومونتير أمريكي، ولد في 19 مارس 1899 في Potter Valley, California ‏ في الولايات المتحدة، وتوفي في 1 يوليو 1983 في بيفرلي هيلز في الولايات المتحدة.

## وصلات خارجية
- تشارلز جي. كلارك على موقع IMDb (الإنجليزية)
- تشارلز جي. كلارك على موقع ألو سيني (الفرنسية)
- تشارلز جي. كلارك على موقع أول موفي (الإنجليزية)
- تشارلز جي. كلارك على موقع قاعدة بيانات الأفلام السويدية (السويدية)
- تشارلز جي. كلارك على موقع ديسكوغز (الإنجليزية)
- تشارلز جي. كلارك على موقع قاعدة بيانات الفيلم (الإنجليزية)
- تشارلز جي. كلارك على موقع كينوبويسك (الروسية)